# Obušek

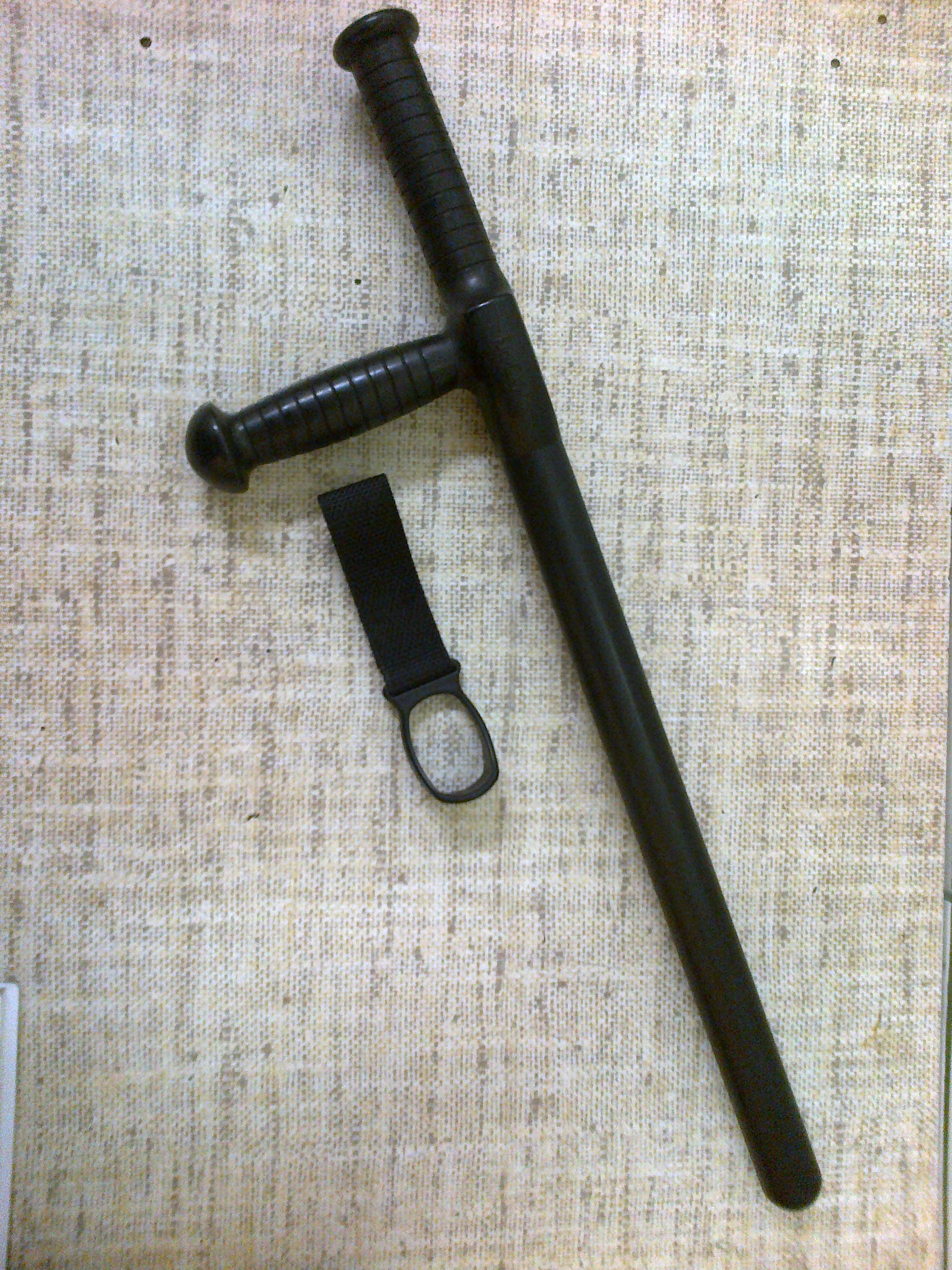
Tonfa

Obušek je jednoduchá ruční zbraň pro boj zblízka na principu krátké hole. Nejčastěji jej používají příslušníci ozbrojených složek (policisté) a pracovníci bezpečnostních agentur. Obušek není konstruován za účelem způsobit zranění, ale pouze bolest a zneškodnění protivníka.
Původně se používaly obušky dřevěné, později plastové, dnes se používají zejména teleskopické obušky a tonfy.